# Helladia orbicollis
Helladia orbicollis là một loài bọ cánh cứng trong họ Cerambycidae.